# Hemipenthes beijingensis
Hemipenthes beijingensis är en tvåvingeart som beskrevs av Gang, Yang och Neal L. Evenhuis 2008. Hemipenthes beijingensis ingår i släktet Hemipenthes och familjen svävflugor. Inga underarter finns listade i Catalogue of Life.